# Murgese

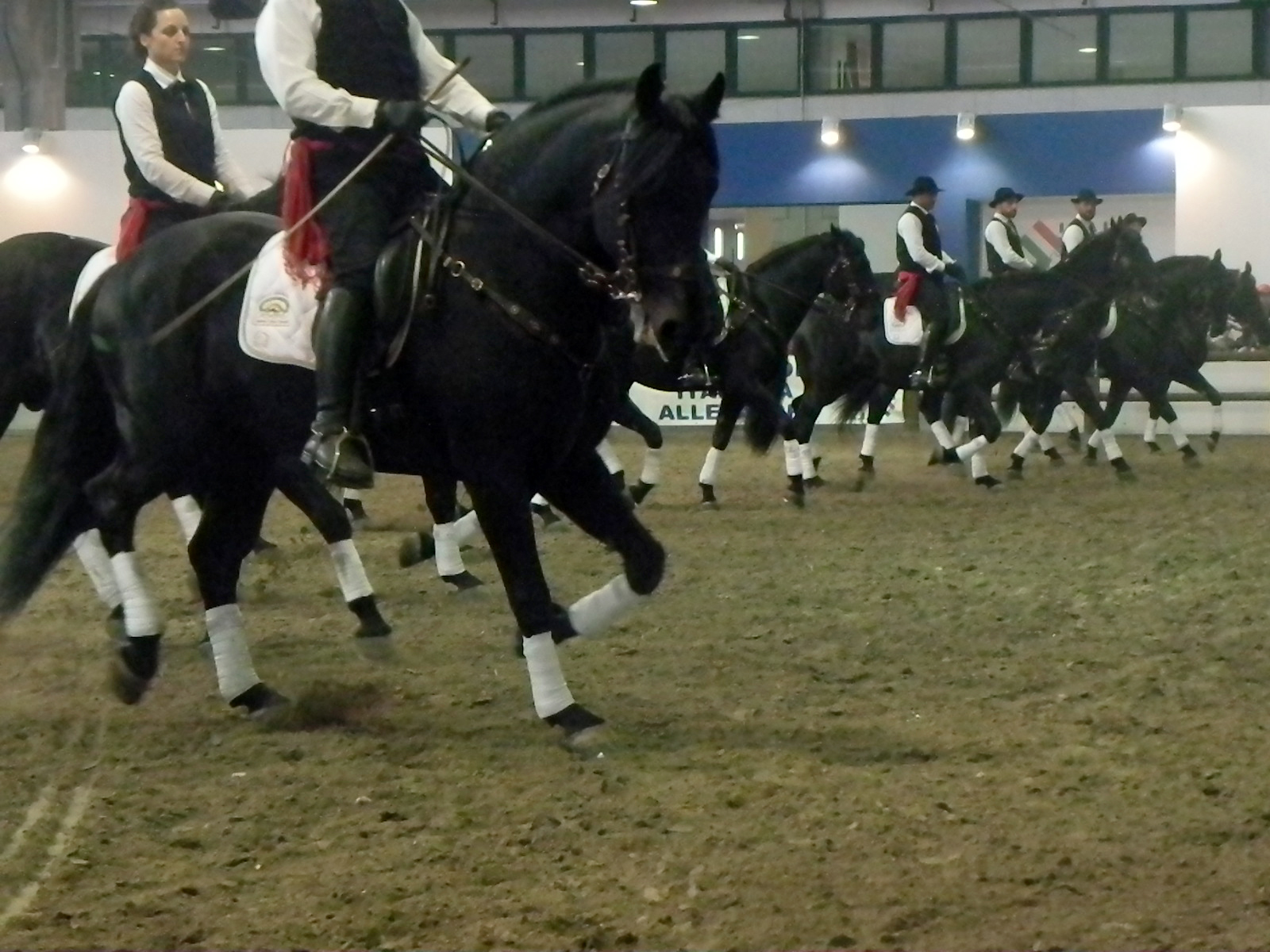
Formatierijden, Verona, 2014

De Murgese is een ras van overwegend zwarte paarden uit de landstreek Apulië in Italië. Het is een oud ras, een zeldzaam barokpaard dat, net als de napolitaan in de renaissance zeer gewaardeerd was, maar daarna bijna uitgestorven.

## Beschrijving
Het ras is genoemd naar een bergplateau in de omgeving van Murge. 
Het is een fors en sterk paard met een groot hoofd met expressieve ogen en een recht profiel of lichte ramsneus met wijde neusgaten op een gespierde, hoog aangezette hals met stevige schouders en achterhand en een stokmaat tussen 150–168 cm. 
De kleur is overwegend zwart en gitzwart zonder aftekeningen, soms blauwroan of donkerbruin. De paarden hebben volle manen en staart.  Ze staan op stevige benen en zijn tredzeker in de bergen. De koten hebben weinig behang. Ze zijn befaamd om hun extreem harde hoeven. 
Ze hebben een levendig, leergierig en gewillig karakter.

## Gebruik
De paarden zijn geschikt voor alle vormen van paardensport, inclusief de mensport. De paarden beschikken over veel talent voor dressuur en carrouselrijden. Ze worden gebruikt voor trektochten door de natuur, als politiepaard en door boswachtersbrigades en worden ook gefokt voor productie van paardenvlees. Sommige paarden hebben een typische Apulische trullo als stal.
De Murgese hengst Carletto, getraind en bereden door Jolanda Adelaar, behaalde overwinningen in de hogeschooldressuur en scoorde ook hoge punten met westernrijden.

## Fokkerijgeschiedenis
De ontwikkeling van het ras begon al in de twaalfde eeuw toen in het koninkrijk Napels onder keizer Frederik II een stoeterij werd opgezet met een aantal zwarte berberpaarden. Ook de Arabier werd gebruikt ter veredeling. Onder Spaanse overheersing werd de Andalusiër ingekruist. Ze werden in de cavalerie gebruikt als ridderpaard maar ze waren ook hofpaard voor o.a. de valkerij.
De paarden bevonden zich in de 16e eeuw in de stallen van Juan van Oostenrijk. Ze waren befaamd en werden ook geëxporteerd naar Noord-Europa en Spanje. Verschillende types hengsten hadden invloed op diverse rassen waaronder de Lipizzaner, Kladruber en Frederiksborger. Er bestond naast een zwaarder landbouwtype ook een lichter type dat geschikt was voor smalle bergpaden. Ze werden vooral in de 19de eeuw gefokt en gebruikt door boeren. 
De fokkerij kreeg een impuls in 1926 toen door het landbouwministerie in Foggia een speciale stoeterij werd opgericht voor regionale rassen, waaronder ook een ezelras. Aan de basis stonden in die tijd de drie belangrijke hengstenlijnen Nerone, Granduca en Araldo Delle Murge. In 1948 werd het eerste specifieke stamboek opgericht op regionaal niveau. 
In de jaren 1970 ontstond hernieuwd enthousiasme voor dit zeldzame huisdierras. Het geldt als het enige 'zuiver' Italiaans paardenras, omdat er sinds eeuwen geen vreemd bloed is ingekruist. Het wordt door de initiatiefnemers gezien als een waardige opvolger en plaatsvervanger van de verdwenen 'Napolitaan'.
Sinds 1990 is het een nationaal Italiaans stamboek. Het kantoor is gevestigd in Martina Franca. De naam luidt: Associazione Nationale Allevatori dell'Asino di Martina Franca e del Cavallo delle Murge (ANAMF)
Het type ontwikkelde zich tot een lichter rij- en showpaard. Het regionale ras wordt door deelname aan shows nationaal bekend gemaakt. Het ras heeft zich buiten het oorsprongsgebied Bari op kleine schaal in Europa en Zuid-Amerika verspreid. Het ras lijkt voldoende divers om inteelt te kunnen vermijden en beweegt zich op de rand van bedreigd en niet bedreigd ras.

## Galerij

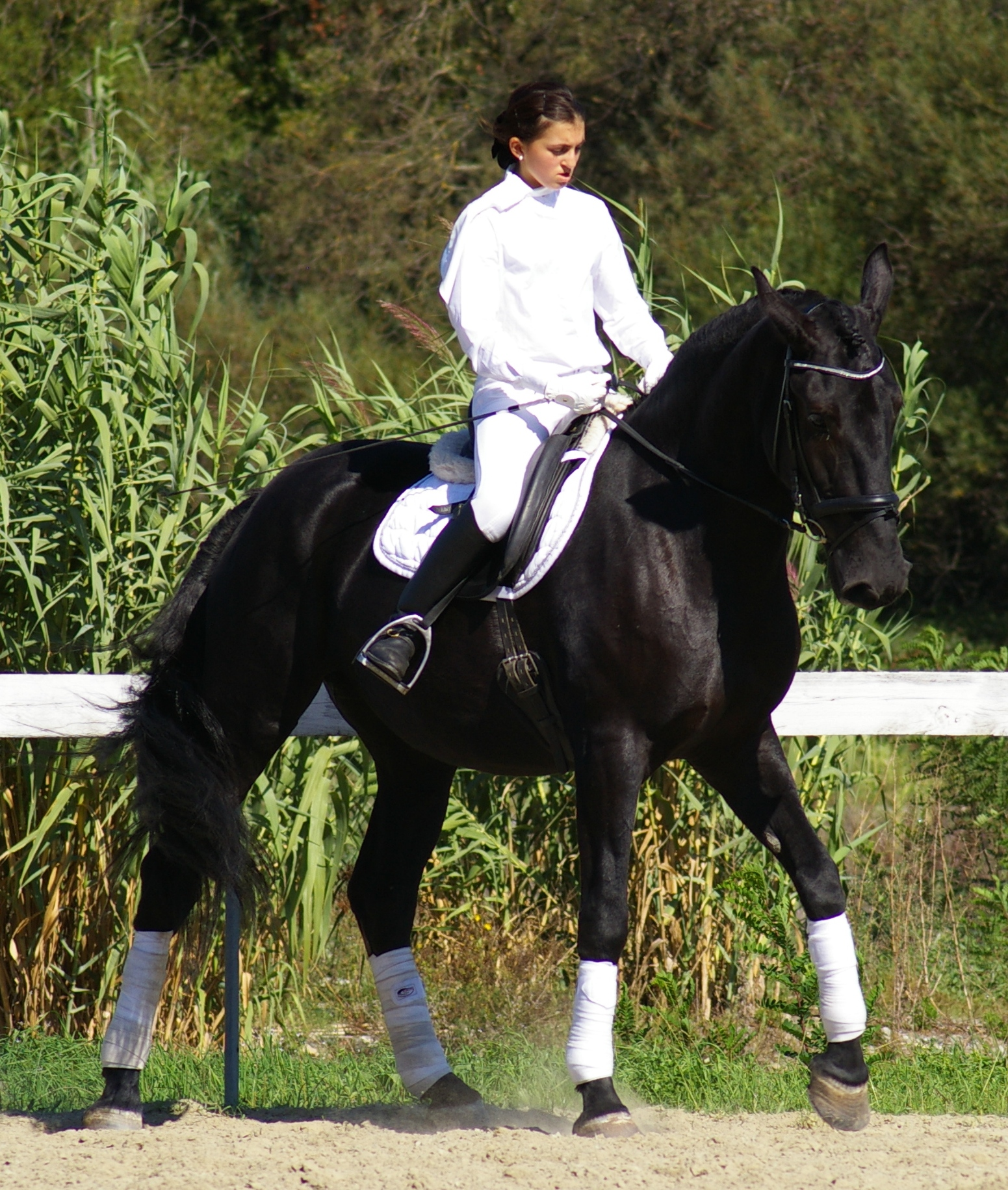
als dressuurpaard, 2011
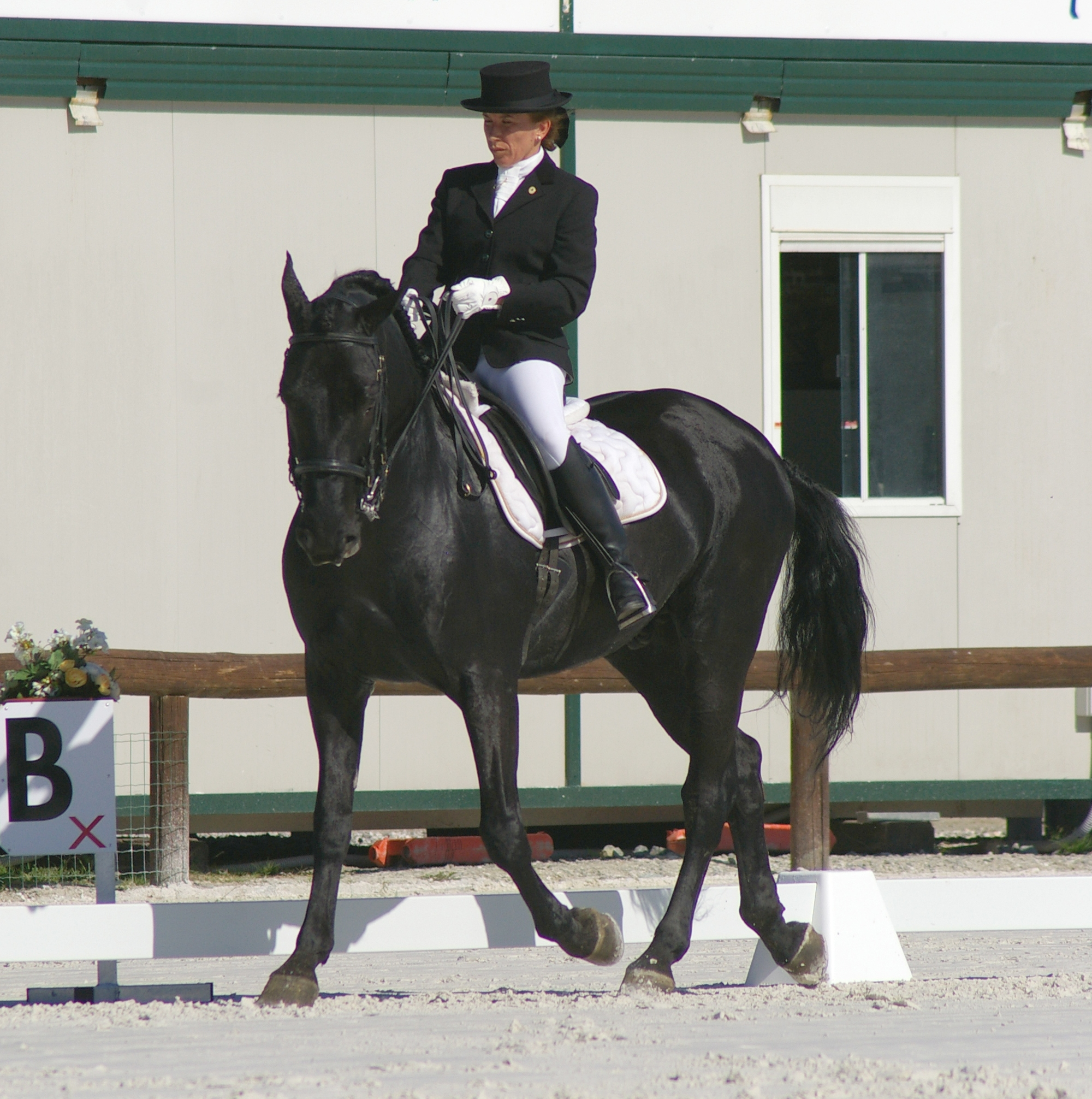
als dressuurpaard, 2007
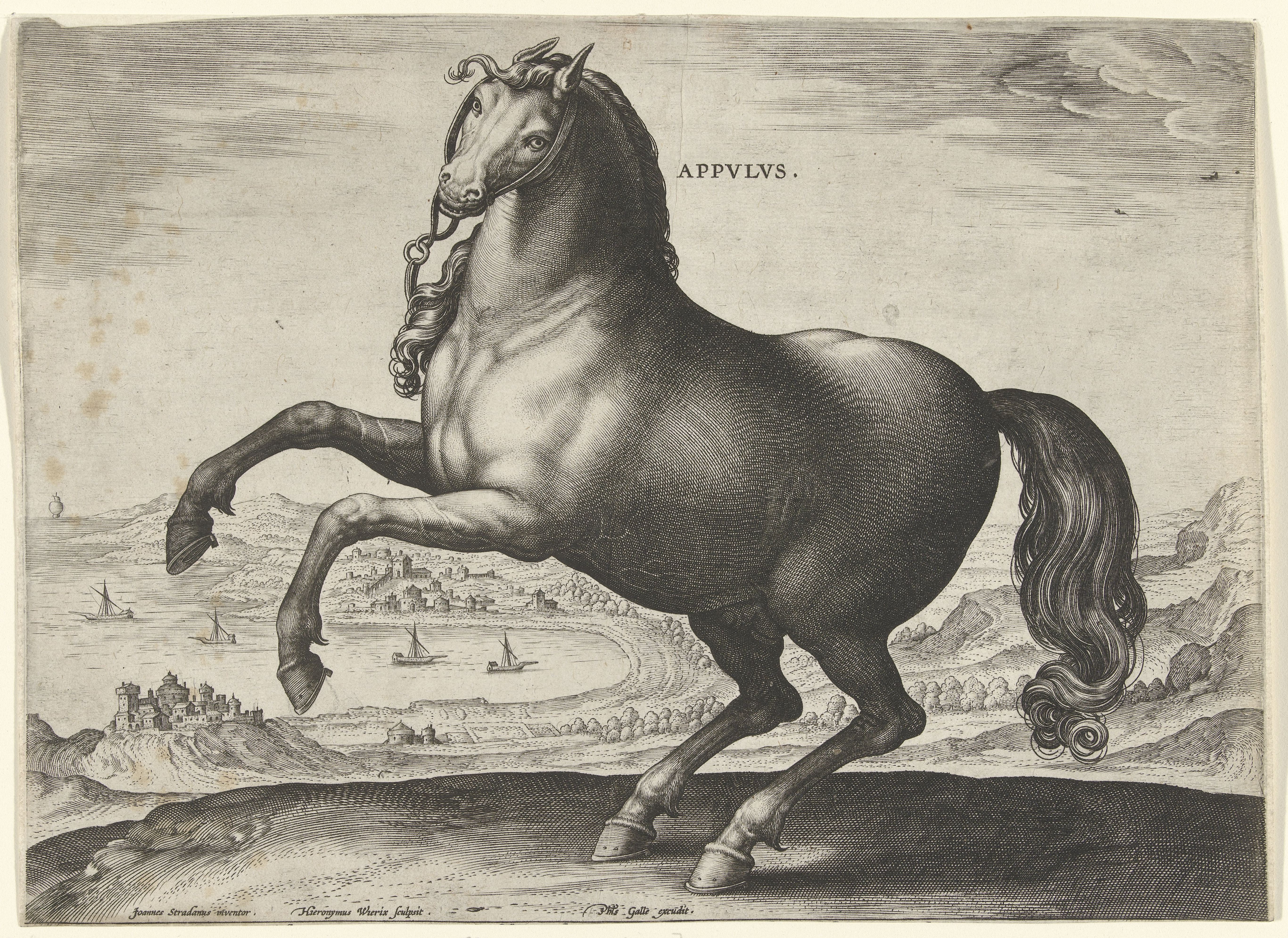
Hieronymus Wierix, Appulisch paard, 1578

- Nationale Bibliotheek van Israël: 987007534358705171